# 青果 (雜誌)
《青果》，是香港的一本校園文學雜誌，1999年6月由作家東瑞創辦，以促進香港青少年對香港文學的人以及引發他們對寫作的興趣。初時為雙月刊，後為避免過分虧蝕而改為季刊，至2008年4月出版第44期後終因虧蝕過鉅而停刊。